# Giovanni Maria Morandi

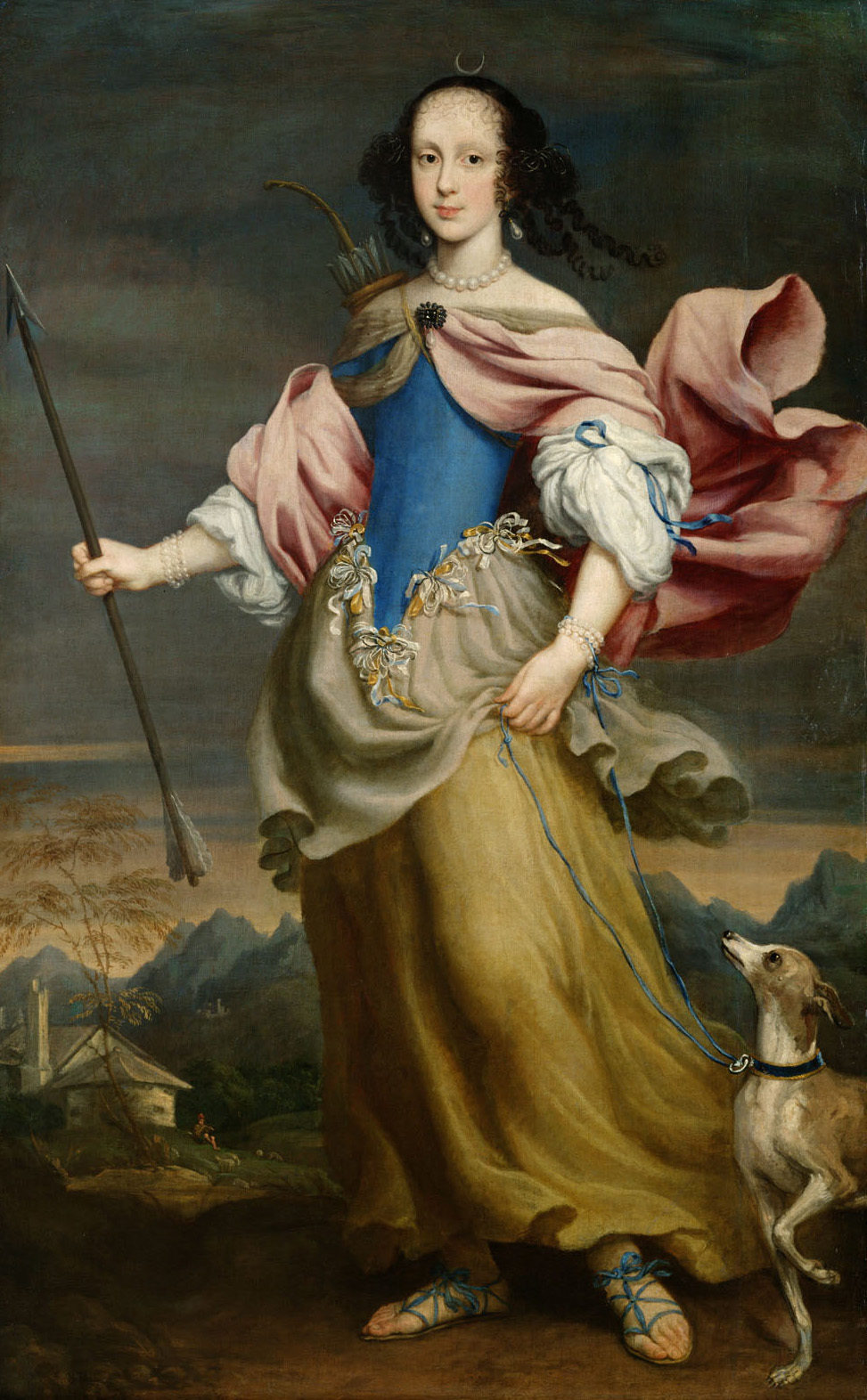
Ritratto di Claudia Felicita d'Austria nelle vesti di Diana

Giovanni Maria Morandi (Firenze, 30 aprile 1622 – Roma, 18 febbraio 1717) è stato un pittore italiano del periodo barocco.

## Biografia

### Firenze
Nacque a Firenze nel 1622 e divenne allievo di Giovanni Bilivert e di Orazio Fidani. Non lasciò molte opere nella sua città natale, ma viene ricordato una sua grande tela con Cristo alla colonna, dipinta per l'Oratorio dei padri Filippini e citata nel Ristretto delle cose più notabili della città di Firenze di Raffaelo Del Bruno (1757).

### Roma
La maggior parte della sua attività si svolse a Roma, dove dipinse numerose pale d'altare, tra cui Transito della Vergine (1664) che si trova in Santa Maria della Pace. Lavorò anche in Santa Maria in Vallicella, dove dipinse la pala della Pentecoste; in Santa Maria del Popolo, dove fece la pala della Visitazione (1659) e quella del Martirio di San Lorenzo; in Santa Maria dell'Anima, dove dipinse una Visitazione e Matrimonio della Vergine. Realizzò anche i dipinti per due ampi saloni di Palazzo Salviati, a Trastevere con scene mitologiche: le storie di Cefalo e Amore e Teseo e Arianna.
Entrò nell'Accademia dell'Arcadia, con il nome di Mantino Agoriense, come riferisce Crescimbeni, nella sua Istoria della Volgar Poesia; divenne membro dell'Accademia di San Luca, che diresse nel 1671. Fra i suoi committenti, l'Imperatore Leopoldo I, per il quale lavorò come ritrattista, e il papa Alessandro VII Chigi, sotto il cui pontificato Morandi ricevette la maggior parte di commissioni, sia per le chiese di Roma sia per quelle di Siena, città d'origine della famiglia Chigi, di cui Morandi fu ritrattista ufficiale.

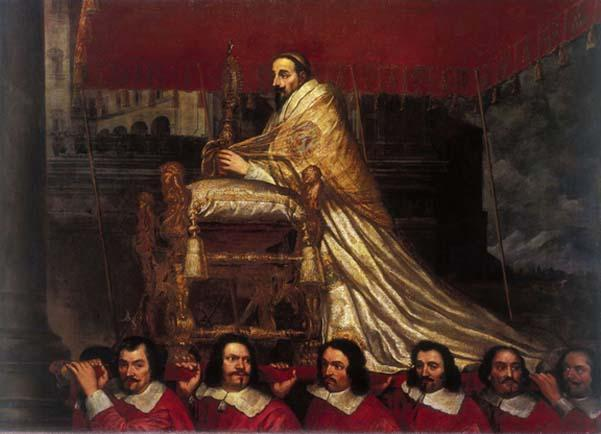
Alessandro VII nella processione del Corpus Domini

Fra i suoi ritratti papali si ricordano, oltre quello di Alessandro VII, quelli di Clemente IX e di Innocenzo XI. Visitò e lavorò anche a Venezia, dove assunse una certa vicinanza allo stile veneto-lombardo, di cui ci parla l'Abate Lanzi
(Storia pittorica della Italia, dal risorgimento delle belle arti fin presso al fine del XVIII secolo)

### Siena
A Siena dipinse l'Annunciazione (1676), per la chiesa della Santissima Annunziata, in Santa Maria della Scala e l'Estasi di San Filippo Neri (1680), per il Duomo. La sua bottega fu molto frequentata e fra i suoi allievi ricordiamo Francesco Zuccarelli, Francesco Conti, Odoardo Vicinelli e Pietro Nelli.
La Galleria dell'Accademia di belle arti di Napoli possiede due Studi di putti di Giovanni Maria Morandi - olio su tela, 99x98,5 cm e olio su tela, 99x99 cm.